# Un monsieur qui a un tic
Un monsieur qui a un tic è un cortometraggio muto del 1911 diretto da Albert Capellani.
È una delle poche interpretazioni cinematografiche di Félix Galipaux, noto attore e commediografo francese che, nella sua carriera, girò solo cinque film.

## Produzione
Il film fu prodotto dalla Pathé Frères con la sigla S.C.A.G.L.

## Distribuzione
Distribuito dalla Pathé Frères, uscì nelle sale cinematografiche francesi nel 1911.